# La Roda
La Roda är en stad i den spanska provinsen Albacete i Kastilien-La Mancha-regionen.

## Beskrivning
La Roda är en viktig industristad, med drygt 16 000 invånare. Kyrkan i byn byggdes under 1400-talet och är La Rodas mest kända byggnad. Byn är även känd för en speciell slags kaka, som kallas Miguelitos de La Roda, vilken består av mjuk smördeg med krämig vaniljsåsliknande fyllning, täckt med florsocker.

## Kända personer
- Tomás Navarro Tomás (1884-1979), filosof och lingvist.
- Manuel Perucho (1948-), medicinsk forskare inom cancer, direktör på Instituto de Medicina Predictiva y Personalizada.
- Guillermo García-López (1983-), tennisspelare.
- Bruno Méndez (1990-), racerförare.